# 2-га бронетанкова дивізія (США)
2-га бронета́нкова диві́зія а́рмії США (англ. 2nd Armored Division (United States)) — військове з'єднання бронетанкових військ армії США. Заснована 15 липня 1940 року. Брала участь у Другій світовій війни.